# (96) Aegle
El (96) Aegle és un asteroide de grans dimensions del cinturó principal, descobert des de Marsella el 17 de febrer de 1868 per J. E. Coggia. Rep el nom per Egle, una deessa mitològica grega.